# 人造人科技
人造人科技（じんぞうじんかぎ、RZRDOLL•GYNODDOLL）は、中華人民共和国の広東省东莞市にあるラブドール・ダッチワイフの製造会社である。

## 概要
中国では、一人っ子政策によって男女比が偏ってしまい、生涯独身の男性が多く発生した。
そのことにより、ラブドール需要が高まり、代表の一刀は、ラブドールを作ることにした。